# تيتان ماري إكسبلورر
تيتان ماري إكسپلورر (بالإنجليزية: Titan Mare Explorer-TiME)‏ هو تصميم مقترح لمركبة إنزال على تيتان قمر زحل. (TiME) هي مهمة كوكب خارجي منخفضة التكلفة نسبيًا صُممت لقياس العناصر العضوية على تيتان، ويمكن أن تُمثل أول استكشاف بحري لبحر خارج الأرض، وتحليل طبيعته ومن المحتمل رصد ضفافه. وباعتبارها مهمة استكشافية فقد صُممت لتكون بتكلفة 425 مليون دولار أمريكي، دون احتساب تمويل عربات الإطلاق. تم اقتراحها لناسا في 2009 باعتبارها مهمة رائدة شبه كشفية، كجزء من برنامج ديسكڤري في الأصل. تصميم مهمة (TiME) وصل إلى المرحلة النهائية أثناء اختيار مهمة ديسكڤري ولكن لم يتم اختيارها، على الرغم محاولات في مجلس الشيوخ الأمريكي والتي فشلت في الحصول على تمويل مخصص في 2013.

## الهدف
كان من المخطط أن تُطلق المركبة على متن الصاروخ أطلس 5 طراز 411 خلال عام 2016 ليصل إلى القمر تيتان في عام 2023. ستستهدف المركبة بحيرة لايجيا ماري (78 درجةً شمالًا، و250 درجةً غربًا). وتعتبر هذه البحيرة واحدةً من أكبر بحيرات تيتان المعروفة حتى يومنا هذا، بمساحة سطح تصل إلى مئة ألف كيلومتر مربع تقريبًا. وسيكون بحر كراكن ماري هدفًا بديلًا للمهمة.

## الأهداف العلمية
ستذهب مركبة تيتان ماري إكسبلورر في رحلة بين كوكبية لمدة سبع سنوات، وستكون الرحلة ذات مسار بسيط؛ إذ إنها لن تقوم بأي مناورات تحليق بالقرب من أي جرم فلكي في أثناء رحلتها. ستُجرى بعض القياسات العلمية في أثناء دخول الغلاف الجوي والهبوط، ولكن لن تبدأ عمليات نقل البيانات قبل هبوط المركبة على بحار القمر تيتان. تتضمن الأهداف العلمية للمهمة ما يلي:
1. تحديد كيمياء أحد بحار القمر تيتان. الأدوات: مطياف الكتلة (MS)، وحزمة أدوات الأرصاد الجوية والخصائص الفيزيائية (MP3).
2. تحديد عمق أحد بحار القمر تيتان. الأدوات: حزمة أدوات الأرصاد الجوية والخصائص الفيزيائية (سونار).
3. الإحاطة بالعمليات البحرية على القمر تيتان. الأدوات: حزمة أدوات الأرصاد الجوية والخصائص الفيزيائية، وآلات تصوير الهبوط والسطح.
4. تحديد كيفية اختلاف حالة الأرصاد الجوية المحلية فوق البحر على نطاقات زمنية يومية. الأدوات: حزمة أدوات الأرصاد الجوية والخصائص الفيزيائية، وآلات التصوير.
5. وصف الغلاف الجوي فوق البحر. الأدوات: حزمة أدوات الأرصاد الجوية والخصائص الفيزيائية، وآلات التصوير.

وقعت شركة أنظمة مالين لعلوم الفضاء (MSSS)، والمختصة بصناعة وتشغيل أنظمة آلات التصوير للمركبات الفضائية، عقد تطوير مبكرًا مع وكالة ناسا للبدء في تنفيذ دراسات التصميم الأولية. سيكون هناك آلتي تصوير؛ ستلتقط إحداهما الصور في أثناء هبوط المركبة إلى سطح بحيرة لايجيا ماري، وستلتقط الأخرى صورًا بعد الهبوط هناك.
سيختص مختبر الفيزياء التطبيقية بصناعة حزمة أدوات الأرصاد الجوية والخصائص الفيزيائية (MP3). ستعمل هذه أدوات هذه الحزمة على قياس سرعة واتجاه والرياح، ورطوبة الميثان، والضغط والحرارة أعلى «الخط المائي» للمركبة، والعكورة، وحرارة البحر، وسرعة الصوت، والخواص العازلة الكهربية أسفل السطح. وستعمل تقنية السونار على قياس عمق البحر. أُجريت عمليات محاكاة الانتشار الصوتي واختُبرت مستشعرات السونار عند درجات حرارة النيتروجين السائل لوصف أدائها في ظروف مماثلة لظروف القمر تيتان.